# Necropoli di Monte Tamburino
La Necropoli di Monte Tamburino è una necropoli scoperta sul monte omonimo del gruppo montuoso del Monte Bibele, nell'Appennino tosco-emiliano nel territorio della Città metropolitana di Bologna, che ha dato alla luce 170 sepolture di genti etrusche e celtiche. La necropoli si trova a una ventina di chilometri a sud di Bologna e a una decina dal chilometri dal confine con la Toscana.

## Descrizione
Nella necropoli, attiva lungo il periodo che va dal V al III secolo a.C., sono state ritrovate 170 sepolture, delle quali 123 del tipo a inumazione e 38 ad incinerazione.
La necropoli afferiva all'abitato scoperto nella vicina località di Pianella di Monte Savino.
Di notevole interesse storico-archeologico i corredi funebri che vi sono stati ritrovati, conservati al Museo archeologico Luigi Fantini e parte dell'allestimento museale.

## Galleria d'immagini

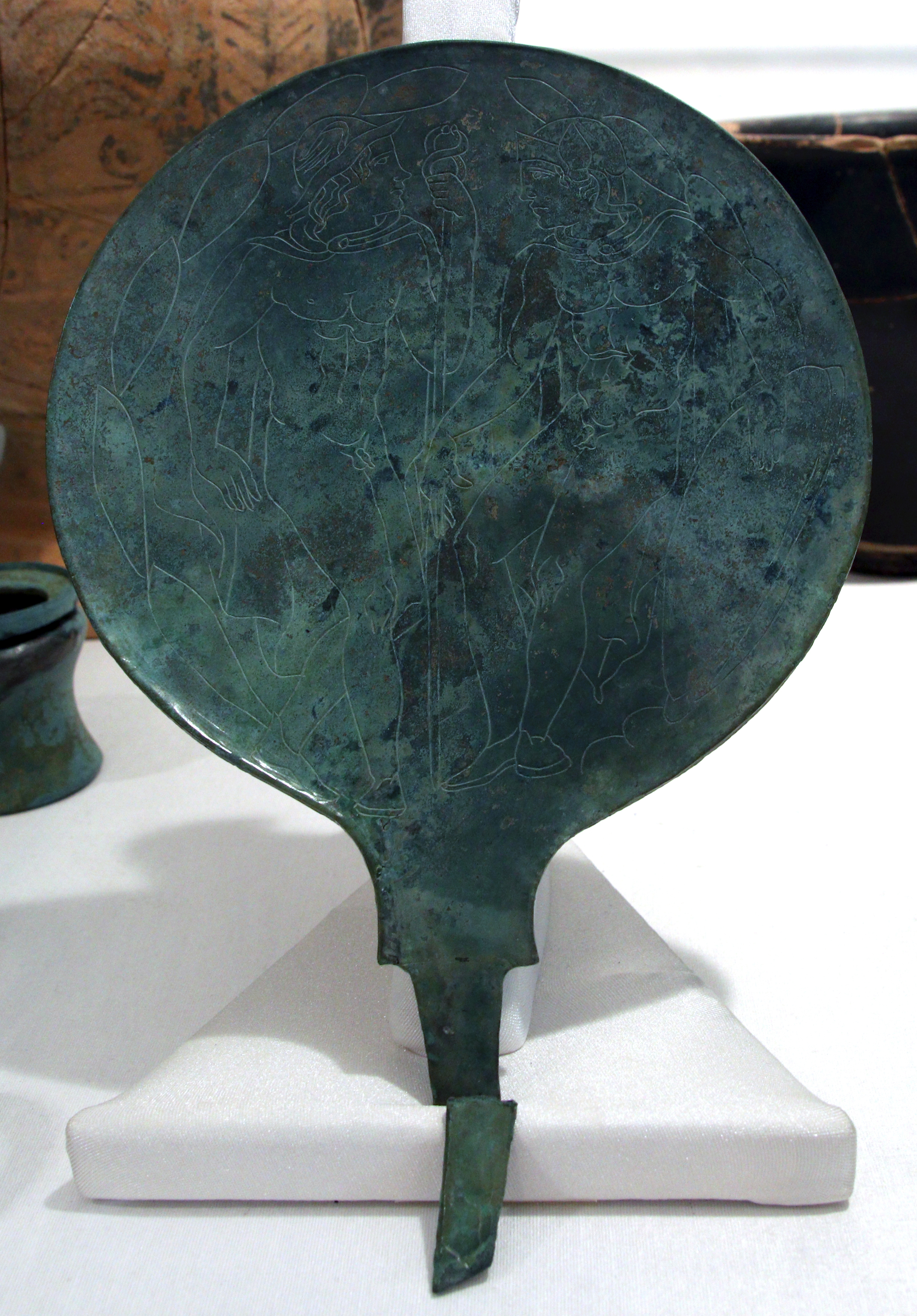
Specchio etrusco della tomba femminile 101 con figure dell'epopea omerica
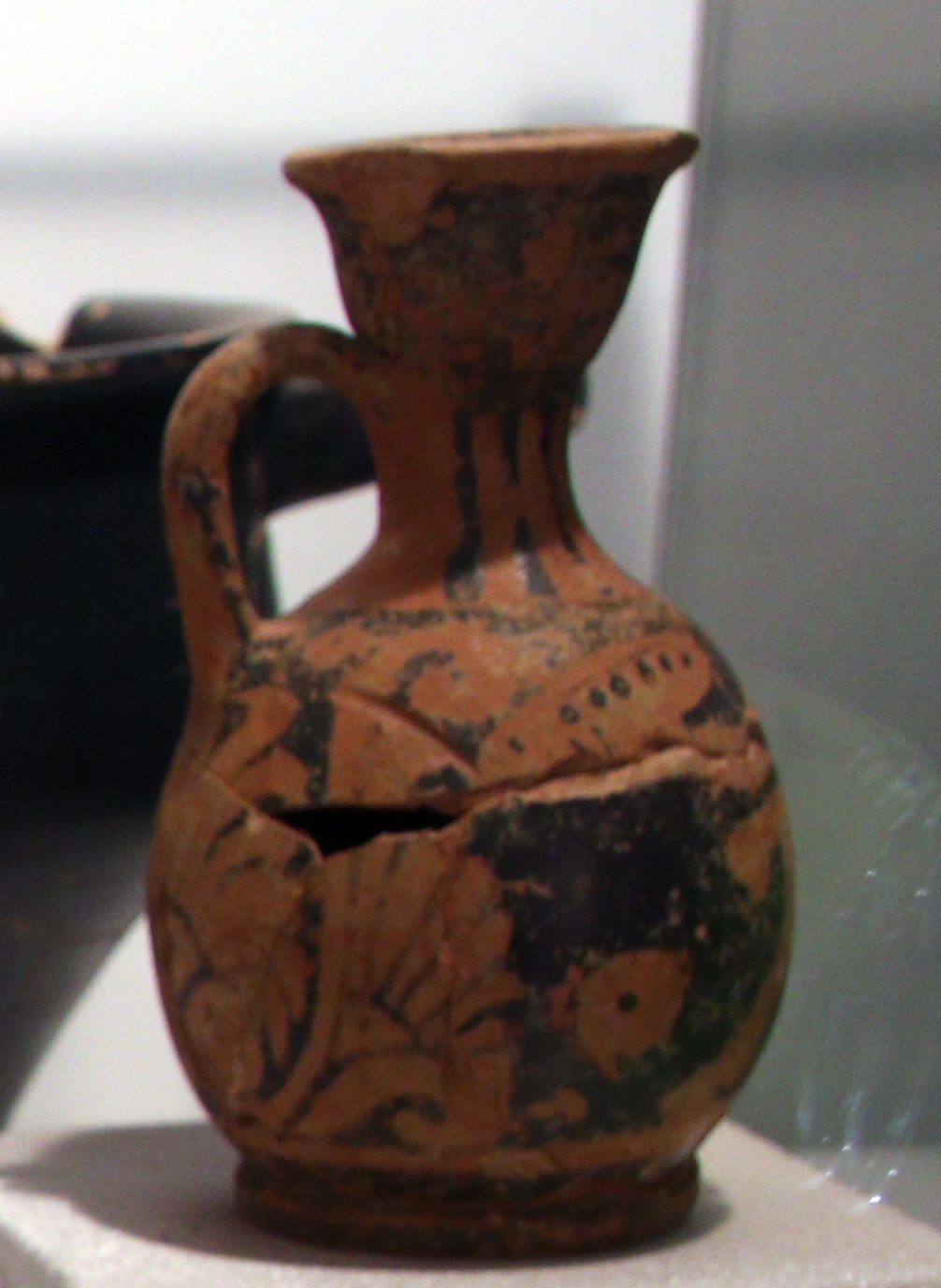
Balsamario - lekythos a figure rosse della tomba 101
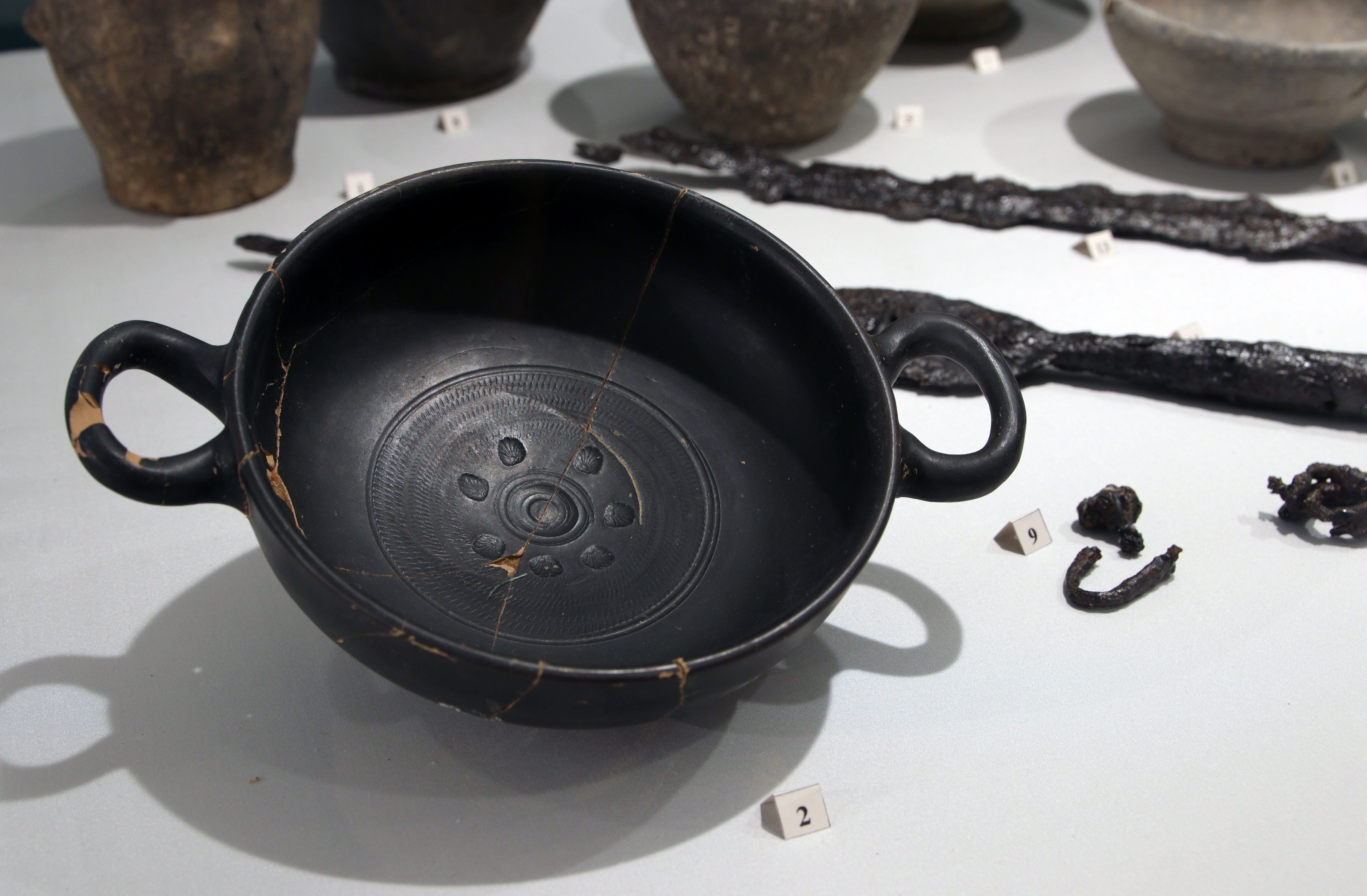
Kylix della tomba 59